# Luís, o Germânico
Luís II dito o Germânico ou da Baviera (804 — 28 de agosto de 876 em Frankfurt am Main) foi o primeiro monarca da Frância oriental (actual Alemanha), de 817 até à sua morte. Terceiro filho do imperador Luís I, o Piedoso e sua primeira esposa, Ermengarda de Hesbaye.  Duque da Baviera sob o reinado de Luís, o Piedoso.

## Biografia

### Sob o reinado de Luís I, infância e rebeliões
Ele é o filho de Luís I dito o Pio e de Ermengarda de Hesbaye. Os seus primeiros anos foram, em parte passados na corte de seu avô Carlos Magno, ao qual ele teria ganho afeção particular. Em julho de 817, durante o tempo de vida de seu pai, ele recebe o ducado da Baviera então a primeira divisão do Império Carolíngio, após a promulgação do capítulo Ordinatio Imperii mas só começa a governar no ano de 825, porque ele está envolvido nas guerras contra os povos do leste de seu ducado.
Em 827, ele desposa Ema da Baviera, irmã de Judite, segunda esposa de seu pai e mãe de Carlos, o futuro Carlos, o Calvo.
Na primeira guerra civil entre seus irmãos Pepino e Lotário contra seu pai Luís, ele está apenas ligeiramente envolvido, mas Luís não tarda a interferir nas disputas que decorrem dos esforços de Judite para garantir um reino para seu filho Carlos (mais tarde conhecido como Carlos, o calvo) e as lutas que resultam de seus irmãos com o seu pai. Na segunda guerra civil, os seus irmãos o encorajaram a conquistar a Alemania, território dado a Carlos por seu pai, em troca da promessa de uma nova divisão do império. Seu pai, ouve a notícia, o deserda, mas seus irmãos capturam Luís e o depõe. Sob a liderança de Lotário, o Imperador caído remonta a seu trono e finalmente fez as pazes com Luís, a quem ele doa a Baviera em herança em 836. Apesar disto, Luís lança a terceira guerra civil em 839, sob o pretexto de que seu pai atribuiu um pouco de seu reino a Carlos. Ele invadiu a Alemania novamente, mas, desta vez, o Imperador assume o controlo e força Luís a recuar para as fronteiras de seu reino. A paz foi imposta pelas armas.
Com a morte de Luís o Pio em 840, Luís alia-se com Carlos para combater Pepino II da Aquitânia, filho de Pepino I, e Lotário, seu irmão mais velho, que quer os excluir da divisão do Império Carolíngio. Após a retumbante vitória de Fontenoy dos dois irmãos sobre o rei da Aquitânia em 841, os dois irmãos concentram os seus esforços na luta contra Lotário. Em 842, esta aliança é reforçada pelos juramentos de Estrasburgo, que Luís pronuncia em língua germânica e Carlos em língua Romana. O Tratado de Verdun, em 843, põe fim a este conflito: ele estabelece um domínio de Luís na Francia oriental, também conhecido como o reino da Germânia, sobre o qual ele reina até á sua morte, enquanto Carlos recebe a Frância Ocidental e Lotário, reconhecido como imperador, os territórios intermediários, da foz do Reno à Itália.
Os três irmãos realizam em 844 em Thionville, 847 e 851, respectivamente, em Meerssen uma reunião em que se afirma "a paz e a harmonia" e a "ajuda e conselho" são assegurados. Para assegurar uma ação efetiva contra as invasões normandas que ameaçavam os reinos individuais dos irmãos. Numa sociedade consciente preferem-se reuniões de governantes em cidades fronteiriças, para a igualdade se tornar clara. No entanto, as três reuniões  ocorreram no meio do império. A posião de Lotário  como mais velho e imperador é decisiva.

### Estrutura de poder e prática

#### Itinerários e centros reais

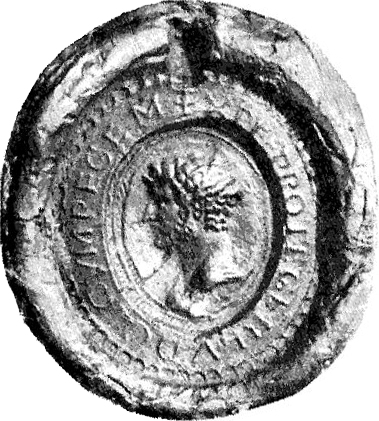
Selo de Luís, o Germânico

Devido ao número limitado de 172 registros reais de 50 anos de idade, nenhuma imagem detalhada dos lugares de residência de Luís no Império da Frância Oriental pode ser elaborada. A comparação é de Luís, o Pio com 18, com seu irmão Carlos o Calvo com 12 documentos por ano. Em alguns casos, o excesso de correspondência será completo ao longo de vários meses. Assim, por exemplo, é bastante incerto onde o rei da Francia Oriental estava entre junho de 849 e julho de 850. Pelo menos 52 documentos são dirigidos a destinatários bávaros. No entanto, a intensidade da produção de certificados para os destinatários bávaros tem vindo a diminuir ao longo do tempo.
A visão de que a Baviera era um "país central" ou "no centro" do império franco-oriental, dificilmente pode ser mantida de acordo com Roman Deutinger com base no itinerário e na liderança pessoal em torno do rei da Frância Oriental. A área do Reno-Main entre Frankfurt, Mainz e Worms é considerada a paisagem do rei. Esta tinha abundância de paletes e ativos fiscais. Uma vez que se encontrava no centro geográfico do Império da Frância Oriental, era fácil chegar por estrada. Ali tiveram lugar a maior parte dos sínodos e assembleias imperiais da Frância Oriental.
Luís manteve-se mais tempo em Frankfurt (49) e Regensburgo (34). Tendo em conta o elevado número de estadias, atribuem-se características de residência a estas duas cidades. Frankfurt e Regensburg foram os principais centros de dominação de prestígio. Em Frankfurt, Luís assumiu a divisão futura de seu império entre seus filhos. Lá as rebeliões de seus filhos também foram terminadas. A maioria dos dias de corte e com 11 de um total de 39 também a maioria das reuniões gerais anuais teve lugar em Frankfurt. Várias pessoas apareceram ali para obter um certificado real, enquanto os documentos emitidos em Ratisbona preocupavam quase exclusivamente os receptores Varsovianos e Alemânicos. Apesar de sua importância como lugar de residência, apenas três assembleias gerais anuais foram realizadas em Ratisbona. Ratisbona foi um centro importante na consolidação do governo de Luís nos anos quarenta e no início dos anos cinquenta. Foi usado para negociar assuntos bávaros, suábios e eslavos. Com o governo liderado por palatinados privilegiados, Luís continuou a prática carolíngia.
Na Alemânia, na Turíngia e na Saxónia, por outro lado, Luís dependia de seguidores confiáveis para o exercício de sua dominação. Na Alemania, as posições centrais foram ocupadas por membros da família real. Os conselheiros mais destacados  eram o bispo Salomão de Constança e o abade Grimaldo de St. Gallen. O Conde Conrado liderou importantes negociações para Luís. A partir de 859, o filho de Luís, Carlos, exerceu o domínio na Alemânia. O próprio Luís, portanto, só pode ser encontrado uma vez mais na Alemânia em 874. Depois do Tratado de Meersen em 870 ele passou a permanecer cada vez mais para oeste. Aachen substituiu Ratisbona como a segunda residência mais significativa após Frankfurt. Desde então a Baviera foi considerada um país real. Comparando com o seu meio-irmão, o rei Franco da Frância ocidental Carlos não teve nenhuma residência permanente. Carlos, ao contrário, atravessou o seu império, e permaneceu num lugar, com exceção do inverno, por não mais de dois ou três meses. A prática de domínio de Luís diferiu das circunstâncias dos séculos futuros. Até meio do século XIV, o regime imperial medieval foi exercido no império pela prática itinerante. Não havia nem capital permanente nem residência permanente. O centro do império era onde os governantes percebiam a hospitalidade real.

#### Composição da corte e leis

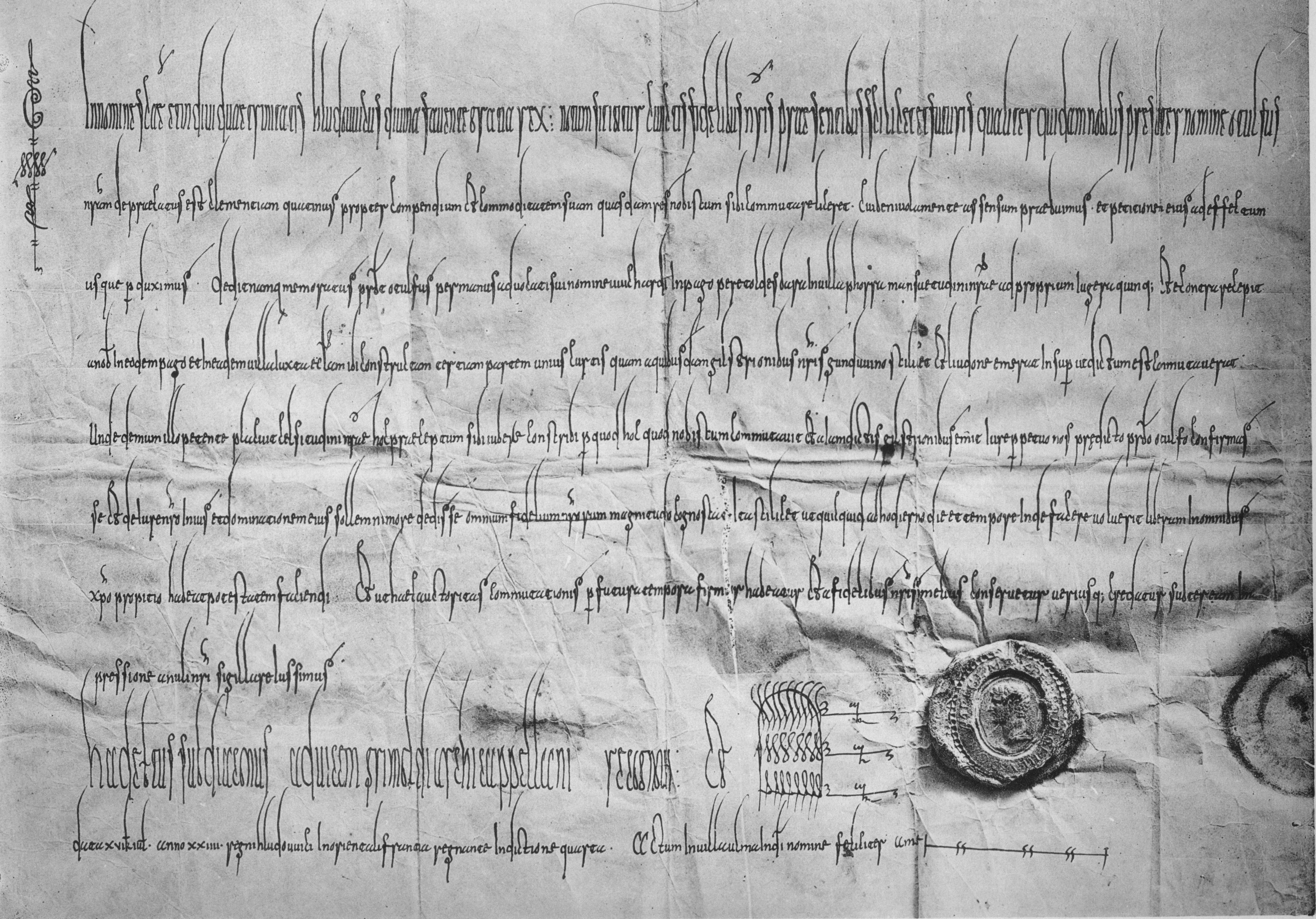
Carta de Luís, o Germânico de 856 para a abadia de St. Gallen.

As investigações prosopográficas, como Philippe Depreux poderia ter feito sobre a corte de Luís, o Pio, são consideravelmente mais difíceis para o tempo de Luís devido ao número pequeno de certificados dos governantes. A corte estava sujeita a flutuações consideráveis na sua composição e tamanho. Os componentes mais importantes eram a Chancelaria e a Capela da Corte. A chancelaria era responsável pela emissão dos certificados. Para os anos individuais não há sequer cinco documentos entregues em média. Luís poderia obviamente governar a sua parte sem uma carta pronunciada. No selo da carta real ocorreu uma inovação significativa: no selo o rei aparece com escudo e lança. Esta imagem do soberano foi assumida pelos futuros reis germano-alemães do leste. De acordo com as investigações de Hagen Kellers, os "elementos culturais escritos da garantia de autenticidade" foram substituídos por um público maior e a representatividade no acto de autenticação no caso de alguns documentos por volta de 860. O monograma, no qual o rei introduziu o desenho, e o selo foram alargados e claramente delineados a partir do texto. A "apresentação visual do documento" parece estar "embutida numa mudança na comunicação pública do governante com seus fiéis". Com este tipo de selo, o baixo nível de alfabetização e a alfabetização dos monges seculares foi tida em conta. Na sociedade da Frância oriental o conhecimento e as informações mais importantes eram transmitidos oralmente.
A capela da corte era responsável pela assistência pastoral e pela realização de cultos na corte real. O bispo de Regensburg foi de 833 até sua morte em 847 capelão. Grimaldo de St. Gallen foi seu sucessor. De 860 a 870, Grimaldo também liderou a chancelaria. Era assim um dos conselheiros mais importantes de Luís, o Germânico. A capela, no entanto, desempenhou um papel relativamente menor como instrumento de dominação real. Comparado com a época do Tardo-Saliano, apenas alguns bispos da Frância oriental da capela da corte surgiram.

#### Política real contra a grandeza espiritual e secular
A pesquisa constitucional do século XIX dos Carolíngios pertencia uma organização hierárquica dirigida ao rei. Contudo, segundo pesquisas recentes, a estrutura dominante do império franco-oriental era policêntrica e, portanto, "não só dirigida para o rei". Pelo contrário, o império era uma entidade independente. Foi confiado ao rei manter a ordem divina. Num império sem uma constituição escrita e sem instrumento de regras organizado, os laços pessoais eram decisivos. Os governantes e detentores de mandatos tiveram que vencer o governante, uma e outra vez, pela cooperação com o senhorio. Encontros pessoais para a formação da vontade comum foram decisivos. O exercício do poder no império franco-oriental baseava-se na regra consensual e menos no comando e na obediência. O consenso foi estabelecido com conselheiros (consiliarii) numa conversa confidencial e, de seguida, encenado em público. O rei estabeleceu o consenso com os grandes com doações, mas também com violência e ameaças. Sobre a composição do conselho de Luís, que influenciou as suas decisões, a posição desfavorável da narrativa não pode ser explicada muito concretamente. O que é certo, entretanto, é que por muitos anos o margrave estava numa posição proeminente com o rei.
A regra real era baseada nos bispos, condes, e governantes. Durante a transferência de poder, a relação de Luís com os bispos e abades foi severamente sobrecarregada com seu pai Luís, o Piedoso. Mesmo os grupos de nobres, que foram colocados em posições de influência por seu irmão Lotário I, ou por seu pai Luís, o Piedoso, ainda tinham que ganhar de Luís o seu governo real. .De acordo com as pesquisas de Boris Bigott, "Luís saiu da Baviera em 840, onde aparentemente, não foi possível criar em um único mosteiro ou bispado". De 840 em diante, ele conseguiu o preenchimento de cargos vagos, por meio da morte ou desobediência. No Sínodo de 847 em Mainz, sob a liderança do arcebispo Rábano Mauro, chegou-se a um equilíbrio com a maioria dos bispos do Império da Francia Oriental. Este sínodo é um dos, no máximo, nove sínodos, que são certamente proferidos no reinado de Luís. O destaque foi o Sínodo de Mainz, em 852, onde quase todo o episcopado da Frância Oriental esteve presente. O foco principal do sínodo da Frância oriental foi a penitência e o tratamento de infracções penais. Os bispos deveriam estar mais envolvidos na administração legal. A influência real na elevação dos bispos aumentada ainda mais no início do período Merovíngio e carolíngio. Isto é provavelmente devido ao pequeno tamanho do império, o que facilitou a intervenção pessoal em decisões pessoais. Luís, por outro lado, não tentou remover nenhum Bispo.
Em oposição à nobreza, Eric J. Goldberg observou uma aparência mais auto-assertiva na regra do rei da Frância Oriental desde o início dos anos de 850. Os condes viram Luís como um oficial real separado. Os reis e palatinos eram responsáveis pelo controlo dos oficiais nas várias regiões. Luís não aceitou nenhuma reivindicação inerente dos oficias dos Condes. Ele queria evitar a criação de fortes poderes intermediários entre o rei e os funcionários locais. Com a sua oposição a uma alodialização dos oficiais, Luís continuou assim as políticas dos carolíngios.

#### Igreja e fundações de mosteiros
Luís fundou apenas o Convento de São Félix e Regula em 853 em Zurique. Ele foi conduzido por suas filhas Hildegarda (853-856) e Berta (857-877). Em Frankfurt e Ratisbona Luís fundou Marienstift. Ele também apoiou iniciativas estrangeiras como a fundação de Gandersheim pelo Conde Ludolfo da Saxónia ou do mosteiro de Rohr na Turíngia pelo Conde Cristiano.
Os mosteiros de São Galo, Salzburgo e Fulda foram doados. Os monarcas carolíngios apoiaram repetidamente mosteiros para o culto com doações; O motivo era a devoção pessoal e a convicção de que a assistência divina era imperativa para uma decisão bem-sucedida.

### Família
As fontes escassas não oferecem mais informações sobre o relacionamento pessoal de Luís com sua esposa Ema ou sua influência. Tiveram três filhos Carlomano, Luís e Carlos, e quatro filhas, Hildegarda, Ermengarda, Gisla e Berta. Pelos filhos a continuação da dinastia foi assegurada. Durante a sua vida Luís o Germânico, em contraste com seu pai Luís, o Piedoso e o avô Carlos Magno, não fez seus três filhos como sub-reis nem lhes deixou um reino. Ele perdoou apenas "comandos militares e posições subordinadas". O filho mais velho de Luís, Carlomano, assumiu o domínio sobre Caríntia em 856. No final dos anos oitenta, Luís deu a seu próprio filho, Carlos, o seu próprio domínio de dominação. Nenhum de seus filhos estava destinado ao estado espiritual. No Ocidente, por outro lado, seu meio-irmão, Carlos, o Calvo, categoricamente excluíu dois filhos do governo e ordenou-lhes uma carreira espiritual. Luís casou seus filhos com filhas das famílias de nobreza mais influentes e nobres nas suas respectivas regiões. As ligações matrimoniais devem garantir a aceitação do governo real e o apoio das principais famílias nobres. Carlomano casou em 861 com uma filha do marquês Ernesto. Carlos casou-se com Ricarda, filha do conde alsaciano Erchanger, no ano seguinte. Luís, o Jovem, casou-se com Lugarda, a filha do Conde Saxão Ludolfo, em 869 ou talvez apenas em 874.
Em contraste com o seu meio-irmão Carlos, e também ao contrário dos governantes do período Otoniano-Saliano-Hohenstaufen, Luís não casou as suas filhas com membros de importantes famílias de nobreza. Elas tiveram que ter uma carreira espiritual. O mosteiro de Schwarzach perto de Würzburgo foi entregue a sua filha mais velha Hildegarda. Em 853 ela assumiu a liderança de S. Félix e Regula em Zurique. A filha mais nova de Luís, Berta, foi transferida para o mosteiro de Schwarzach em 853 e para o monastério de Zurique em 877 até á sua morte em 877. A terceira filha Ermingarda é na tradição contemporânea a proprietária do mosteiro de Buchau em Federsee, segundo fontes posteriores também de Kloster Frauenchiemsee. Nada se sabe sobre a filha de Luís Gisla. A posição legal destas mulheres no monastério permanece obscura. O título de abadessa, que geralmente é encontrado na literatura, não é contemporâneo às filhas de Luís.

### Confrontos com os eslavos
Após a conclusão do Tratado de Verdun, a restauração do tributo franconiano aos eslavos foi uma das tarefas mais urgentes de Luís. Este tinha caído completamente em consequência das batalhas da dinastia de Karninger. No entanto, a supremacia sobre as tribos eslavas vizinhas foi de importância decisiva para Luís garantir a fronteira leste-franconiana. Por isso dedicou mais tempo, energia e recursos aos eslavos do que a qualquer outro aspecto de seu longo governo. Luís não pretendia conquistar os territórios eslavos. Pelo contrário, os governantes eslavos tinham de fazer um juramento de fidelidade ao rei e pagar um tributo anual. Para isso, eles receberam um tratado de paz. No norte Luís em 844 conseguiu uma vitória rápida sobre os Obotritas. Em troca, porém, teve que aceitar um ataque dos dinamarqueses, que se aliaram com os Obotritas, em Hamburgo. A sede do arcebispo Ansgário foi, portanto, transferida para Bremen. Em Paderborn, Luís foi capaz de concluir a paz com os dinamarqueses e abotritas, mas exigiu dos eslavos como segurança a provisão de reféns. Também em 845, 14 líderes boémios (duces) foram batizados ante de Luís em Ratisbona e, a partir de então, forneceram-lhe apoio militar. Por outro lado, a discussão com os morávios era muito mais tediosa.

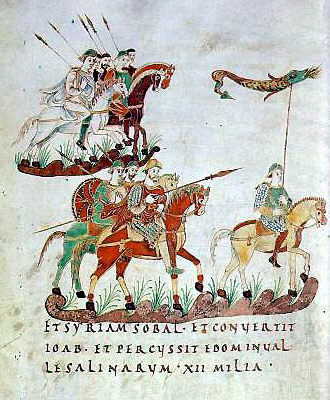
Cavalaria carolíngia do Psalterium aureum (St. Gallen, Stiftsbibliothek, Cod. 22, p. 140).

Os governantes morávios cristãos Moimir, Rastislau e Svatopluk tentaram romper com a supremacia franca durante décadas e construir um reino. Em 846 Luís conduziu uma grande campanha na Morávia. Moimir provavelmente negou o tributo anual. Luís substituiu Moimir por seu sobrinho Rastislau. Mas depois de alguns anos Rastislau tentou se livrar da supremacia da Francónia. A campanha de Luís contra ele em 855 foi um completo fracasso, mas em 864 ele foi capaz de atrair Rastislau com sucesso. Rastislau teve que jurar fidelidade e fazer reféns, mas se rebelou novamente no ano seguinte. Svatopluk levantou-se contra seu tio Rastislau e entregou-o a Luís. Rastislau foi condenado à morte por um tribunal. Luís tem, no entanto, temperado o veredicto de brilho. Mas também Svatopluk retomou o conflito com Luís depois de um curto período de tempo. Em 871, um exército bávaro provocou uma derrota pesada. No ano seguinte, o exército de Carlomano foi derrotado. Após esses contratempos, Luís desenvolveu consideráveis atividades diplomáticas durante seus últimos anos de vida. Na primavera do ano de 874, encontrou-se em Verona para negociações com o papa João VIII e seu sobrinho imperador Ludovico II. O filho de Luís, Carlomano, foi reconhecido como o herdeiro do reino e do império. Para isso, Luís aceitou uma igreja Morávia independente sob o Arcebispo Metódio. Depois destas negociações, em Forchheim, a paz pôde ser concluída com os moravianos, que aparentemente tinham dez anos. Em todo caso, não há ações bélicas entre os moravianos e o rei da Francónia Oriental neste período.
As investigações arqueológicas mostraram que os morávios tinham fortalezas grandes e bem desenvolvidas. Luís só podia atacá-los com exércitos bem equipados e grandes. As campanhas contra os morávios consistiram num cerco duradouro e menos em pilhagem. Elas exigiram considerável planeamento logístico e estratégico. A guerra de cerco na Morávia provavelmente envolveu 5 000 a 7 000, e às vezes 10 000, soldados. Nas fontes, o tamanho dos exércitos de Luís é presumidamente exagerado, especialmente porque ele estava acima de tudo confiando em forças bem-educadas, à prova de batalha e, portanto, poderosas.

### Falha na expansão para o Império da Vestefália (853/54 e 858)
Carlos, o Calvo, após o Tratado de Verdun, teve dificuldade em impor o seu governo contra a forte oposição da nobreza na Aquitânia e o rei Aquitânio Pepino II. Em 848, ele conseguiu ser coroado rei de Orléans. Pepino II foi levado em custódia monástica. No entanto, quando Carlos, em março de 853, decapitou o Conde Gausperto do Maine, a oposição da nobreza contra ele deu um novo impulso. Os aquitanos ofereceram a Luís, o Germânico a dignidade real. Luís concordou. Com isto ele quebrou os juramentos de Estrasburgo, que tinham sido resolvidos entre ele e Carlos, e que tinham confirmado a integridade de seus territórios. Luís, entretanto, não empreendeu a campanha, mas enviou seu segundo filho Luís, o Jovem. No início de 854 ataca com um exército de turíngios, alemães e bávaros, e avança até Limoges. Mas a luta com o exército de Carlos, o Calvo manteve-se. Luís, o Jovem encontrou pouco apoio na Aquitânia, pelo que entrou em negociações. No verão de 855, a Aquitânia impõe-se mais uma vez a Carlos. Em 856, numerosos Aquitanos opõe-se a Carlos, e juntam-se a Pepino II, que entretanto tinha escapado do mosteiro. No mesmo ano, no entanto, embaixadores da Franca Ocidental voltam-se para Luís, o Germânico, e o visitam em Frankfurt. Nesta delicada decisão, o rei indeciso tomou o conselho dos Grandes. A oportunidade para a intervenção era favorável, porque Carlos teve que lutar com os normandos. Luís mudou-se para Ocidente e, em setembro de 858, estava em Ponthion, o mais oriental Palatinado do Império da Vestefália. Ali, apareceram vários nobres da Frância Ocidental, que tinham caído do reinado de Carlos, entre eles o Arcebispo Venilo de Sens. A crise do Império Franco Ocidental e o convite para assumir o domínio sobre os alemães, a ideia de um vínculo contratual do rei com o consenso dos Grandes foi cada vez mais assumida e, finalmente, ordenada na coroação no final do século IX. Carlos responde com uma oferta de contrato aos insurgentes e, como rei carolíngio, fez um próprio juramento pela primeira vez. Mas não houve batalha entre Carlos e Luís. Em janeiro de 859, Luís teve que se retirar, porque na fronteira oriental de seu império ele teve que lutar contra uma revolta dos Sorábios. Em junho de 860 uma paz pode ser concluída em Coblença. Luís teve de fazer um juramento, no futuro nem a vida nem a posse de seus irmãos e três sobrinhos.

### Crise de 860
Com apenas 27 documentos entregues, o documento de saída atinge um ponto baixo absoluto entre 860 e 869. A tradição historiográfica é também muito escassa para este período. A expansão fracassada na região da Vestefália provocou aparentemente uma grave crise de domínio na década de 860. Em 861, Luís teve de assistir a uma assembleia em Ratisbona do Mangrave Ernesto, que, segundo a avaliação contemporânea, era o "melhor amigo do rei" e "classificado como Grande" por causa de suspeita de infidelidade. Possivelmente há uma ligação com a rebelião do filho de Luís, Carlomano. Carlomano por volta de 861 na Baviera levou a cabo uma política independente com ajuda dos Morávios, que Luís considerou como uma insurreição. Outros nobres foram depostos com fervor. Especialmente o relacionamento com os Conradinos se tinha deteriorado. O Conradino Uto, Valdo e Berengario, bem como o Conde Sigiardo foram condenados e depostos.
No ano de 864, Luís reconciliou-se com Carlomano, mas, no final dos anos de 860, estouraram os conflitos com os filhos mais novos do rei. Em 865 ou 866/67, Luís decidiu que depois de sua morte, Carlomano ficava com a Baviera e a Marca Oriental, Luís, o Jovem, com os territórios da Frância e Turíngia, e a Saxónia para Carlos III. Alemânia com Raetia Curiensis. Não foram só as rebeliões do Leste da Frância e os filhos do rei que causaram crises. De acordo com os anais há fome várias vezes no leste da França.

### Tratado de Meerssen (870)
Lotário I, pouco antes da sua morte a 29 de setembro de 855, desistiu do império médio. Em 850, o imperador coroado Luís II recebeu a Itália, Carlos, o sul da Borgonha e Provença e Lotário II a parte norte do império do Mar do Norte aos Alpes. Nenhum filho tinha nascido do casamento de Lotário com Teuteberga. Em vão ele tentou dissolver esse casamento e ter um filho de um relacionamento anterior. Depois da morte de Lotário a 8 de agosto de 869, Carlos, o Calvo tomou a iniciativa. A 9 de setembro de 869, foi coroado Rei do reino de Lotário II em Metz. Luís, que estava seriamente doente naquela época, mandou uma embaixada a Carlos o Calvo, que ameaçou com a guerra, depois da sua recuperação em fevereiro de 870. Luís foi apoiado pelos Lotaríngios. Em março de 870 começaram as negociações. Na divisão do império do meio, Carlos, o Calvo e Luís, o Germânico ignoraram as reivindicações de herança do irmão de Lotário, Luís II, o próximo parente masculino. O imperador teve de lutar contra os árabes até 871 no sul da Itália e só poderia protestar contra a divisão. No Tratado de Meerssen, Luís, o Germânico ganhou em agosto de 870 as regiões à esquerda do Reno com Aix-la-Chapelle, Colónia, Metz e Estrasburgo.

### Ascensão dos filhos mais novos (871-876)
No ano de 869 Luís caiu seriamente, permaneceu em Ratisbona e decidiu fazer um testamento. Com os rumores de sua desintegração, seus filhos mais novos se reuniram em Speiergau. Nos anos de 871 a 876 empreenderam mais rebeliões, porque sentiram-se em desvantagem pelo favor de seu pai a seu irmão mais velho. A tentativa mais perigosa de insurreição ocorreu em 873. Luís, o Jovem e Carlos planearam em vão a destituição e a captura de seu pai numa reunião em Ratisbona em 26 de janeiro de 873. Ao contrário de seu meio-irmão Carlos, o Calvo, Luís não tomou nenhum castigo contra seus filhos. De acordo com as investigações de Gerd Althoff, a sua reação suave para com os filhos no período carolíngio foi quase uma "excepção".

### Últimos Anos

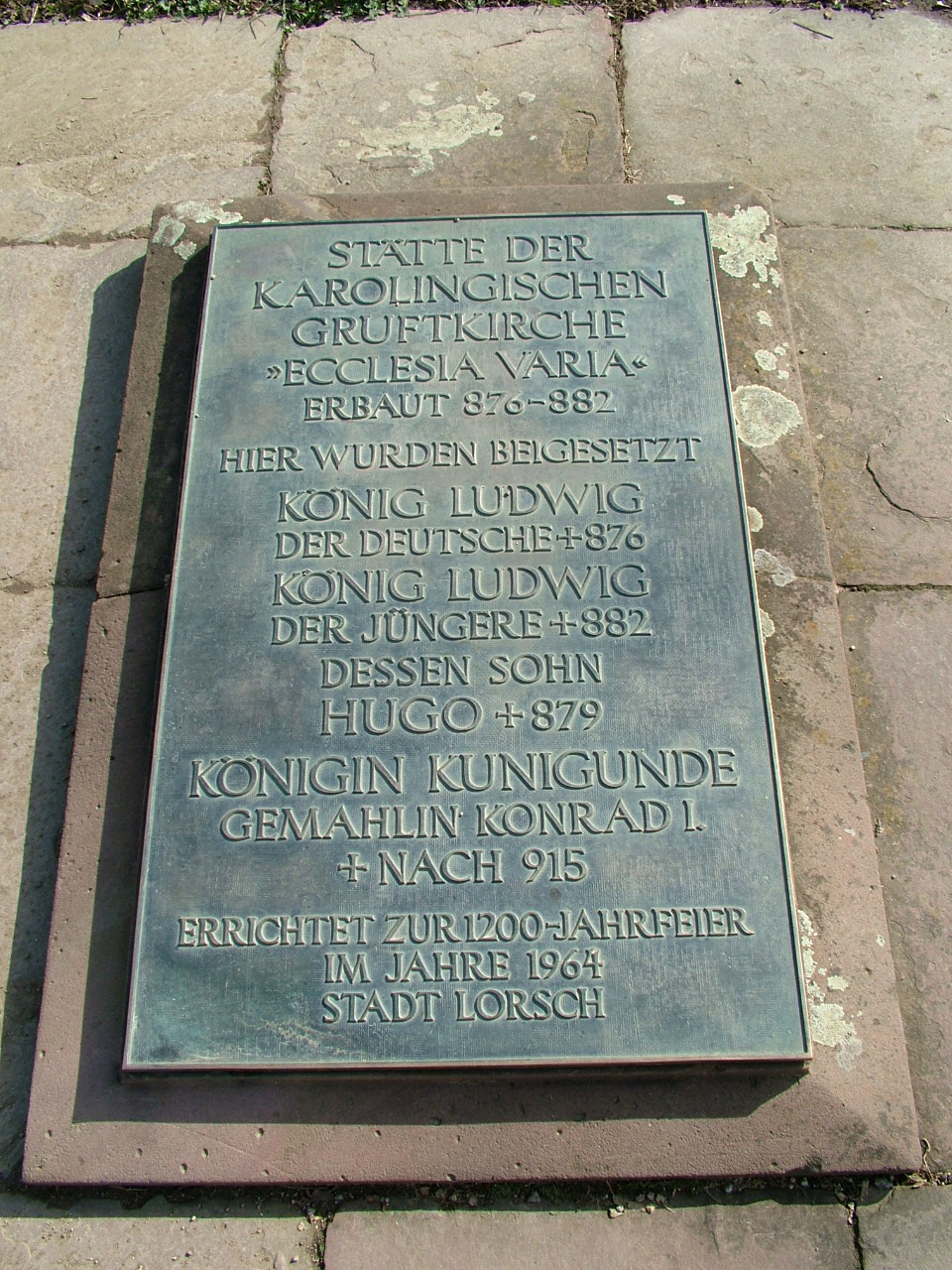
Monumento na praça de Ecclesia varia em Lorch

Nos anos de 872 e 873, os embaixadores do imperador romano do Oriente Basílio I apareceram a Luís em Ratisbona, mostrando que seu governo foi percebido até Constantinopla. Após a morte do Imperador Luís II em Agosto de 875, Luís tentou ganhar o favor do imperador para si e seus descendentes. Para este propósito, o abade Sigiardo de Fulda empreendeu uma viagem ao Papa João VIII. A 18 de maio de 876 ele voltou a Ingelheim e relatou a Luís. Em Dezembro de 875, Carlos, o Calvo conseguiu obter a dignidade Imperial através de uma rápida mudança para Roma. A invasão de Luís no Império da Frância Ocidental, onde celebrou o festival de Natal como um importante ato de representação da dominação no Palatinado Attigny, não pôde evitar a coroa imperial de Carlos. Luís não desistiu de suas pretensões à coroa imperial até à sua morte. Entretanto, de acordo com a pesquisa, não seguiu uma política italiana bem pensada em suas quatro passagens alpinas, mas respondeu somente brevemente aos desenvolvimentos novos.
Sua esposa, Ema, visitou Luís pela última vez em maio de 875. Em 874, ela havia perdido o discurso devido a um ataque. O mosteiro da Virgem Maria, construído por ele, ele deixou o mosteiro da montanha como uma doação durante esta estadia. Ema morreu no final de janeiro de 876 em Ratisbona. Alguns meses mais tarde, Luís morreu após a sua doença em 28 agosto de 876 no seu Palatinado em Francoforte. No dia seguinte foi enterrado por seu filho Luís no mosteiro de Lorsch. De acordo com Wilfried Hartmann, no entanto, não se pode determinar com certeza se o morto no sarcófago de Luís da Alemanha é realmente o rei carolíngio. Se Ludwig e sua esposa Ema receberam uma comemoração dos mortos não pode ser julgada pela tradição esparsa. Depois da morte de Luís, Carlos tentou conquistar Ostreich também. Em 8 de Outubro de 876, no entanto, Luís, o Jovem derrotou-o em Andernach com uma linha da Frância, saxões e turíngios. Um ano mais tarde, Carlos, o Calvo morreu.
Os filhos mais velhos de Luís, o Germânico, Carlomano e Luís, o Jovem, morreram a 29 de Setembro de 880 e a 20 de Janeiro de 882. Assim, o filho mais novo de Luís, Carlos III, o Gordo uniu as três partes e assim o reino de Carlos Magno, durante alguns anos sob seu reinado. Após a morte de Carlos III, uma crise dinástica surgiu para a única raça carolíngia no poder. Não havia mais carolíngios legítimos, e outras famílias reivindicavam a dignidade real. Com a morte de Luís em 876, uma rápida sucessão de governantes mudou na casa dos governantes carolíngios. Os cinco reis que governaram entre 876 e 911 já não podiam garantir o efectivo poder real. Isto também se deveu à longevidade de Luís, o Germânico, que levou a que seus filhos assumissem a poder apenas numa idade relativamente elevada.

## Galeria

Território de Luís em 828.
Território de Luís em 843.
Território de Luís em 870.